# 大洼镇 (昌图县)
大洼镇，是中华人民共和国辽宁省铁岭市昌图县下辖的一个乡镇级行政单位。

## 行政区划
大洼镇下辖以下地区：
新兴社区、大洼村、可力村、烟窝堡村、双山村、杨树林村、十家村、公安村、桥北村、岫岩村、长岭村、金山村、萝卜沟村、曹家村和刘家村。